# Zeuxine longilabris
Zeuxine longilabris là một loài thực vật có hoa trong họ Lan. Loài này được (Lindl.) Trimen miêu tả khoa học đầu tiên năm 1885.

## Hình ảnh

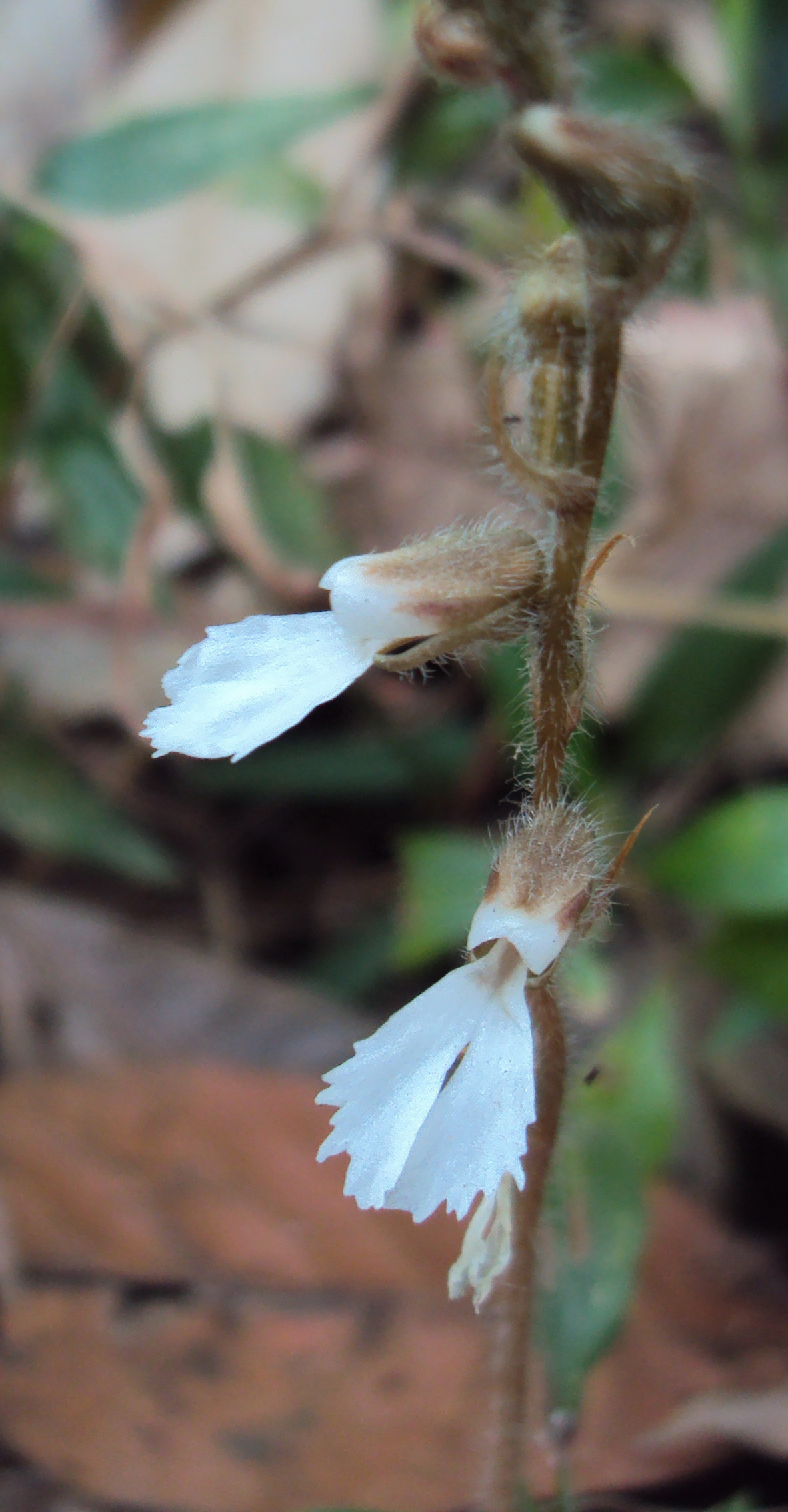
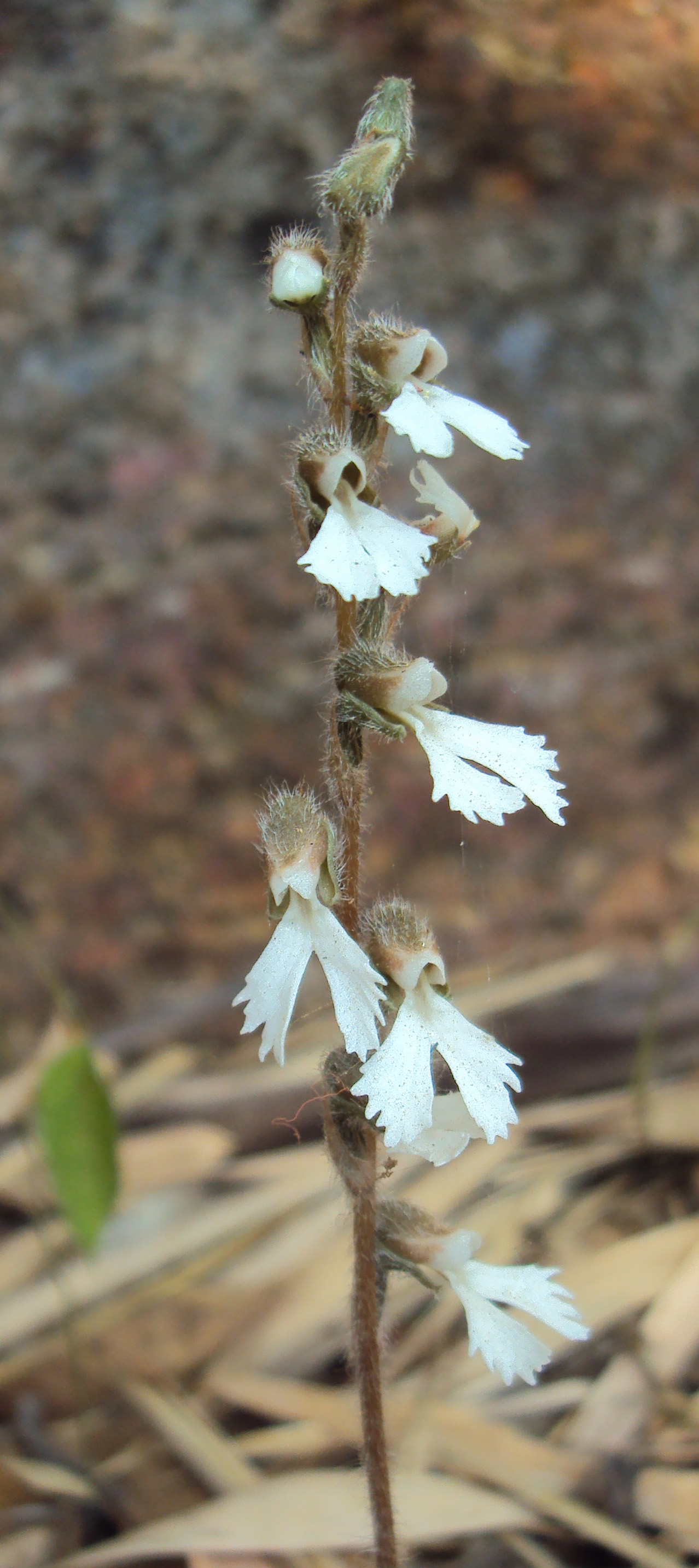
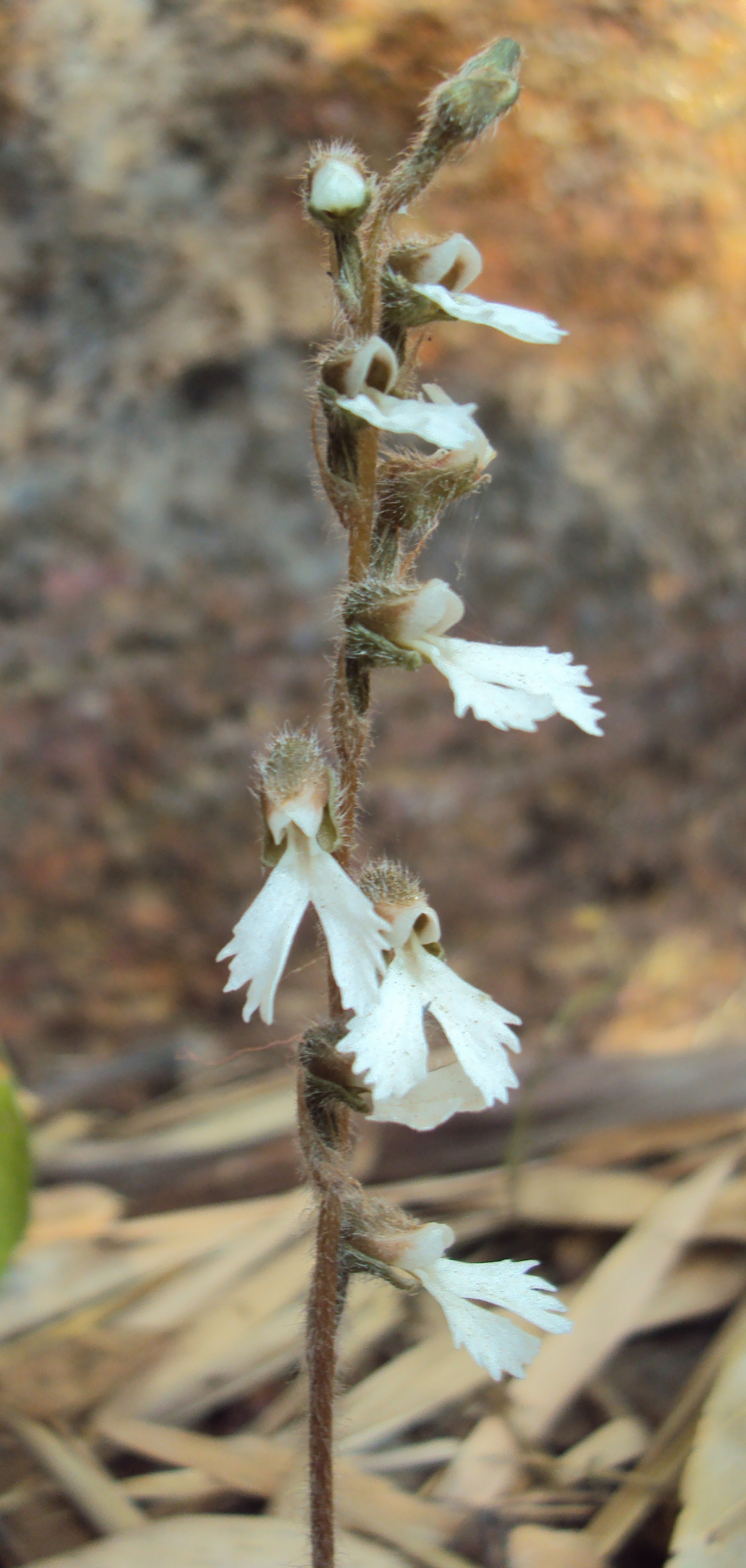